# Maria Karoline av Österrike
Maria Karoline av Österrike, född 1825, död 1915, var en österrikisk ärkehertiginna. 
Hon var furstinne-abbedissa i Theresianisches Adeliges Damenstift i Prag mellan 1844 och 1852. Hon gifte sig 1852 med Rainer av Österrike (1827–1913).